# Richard Dawkins
Clinton Richard Dawkins (Nairobi, 1941. március 26. –) brit etológus, evolúciós biológus és népszerű tudományos író. 1995-től 2008-ig az Oxfordi Egyetemen Charles Simonyi által létrehozott Tudomány-népszerűsítő Tanszék (Public Understanding of Science) vezetője. A Royal Society tagja, aktív ateista, műveiben gyakran foglalkozik vallási kérdésekkel. Hírnevét 1976-ban Az önző gén című könyvével alapozta meg, amelyben ismertette a géncentrikus evolúció lényegét és annak utolsó fejezetével megalkotta a memetika alapjait. Ezt követte 1982-ben A hódító gén. Gyakori vitapartner televíziós és rádiós műsorokban főként evolúciós biológiai, kreacionizmussal kapcsolatos és vallási témákban.
Emellett lelkes szekuláris humanista, szkeptikus és a Brights Mozgalom kiemelkedő alakja.

## Élete
Clinton Richard Dawkins 1941. március 26-án született Nairobiban, Kenyában. Apja, Clinton John Dawkins farmer és háborús katona volt. Dawkins gyermekkorát normális anglikán neveltetésként jellemzi, de 9 éves kora körül elkezdett kételkedni Isten létezésében. Később újból megtért a tervezés érvének hatására. Miután azonban jobban megértette az evolúció mikéntjét, 16 éves korában vallásos álláspontja ismét megváltozott, mert úgy érezte, az élet komplexitására az evolúció ad magyarázatot, kizárólag materiális keretek között, így nincs szükség tervezőre.
1967-ben feleségül vette Marian Stamp biológust, de 1984-ben elváltak. Még abban az évben összeházasodott Eve Barhammel, de később elváltak. Ezután Lalla Ward színésznővel kelt egybe 1992-ben. Ward és Dawkins közös barátjuk, Douglas Adams révén ismerték meg egymást.

## Pályafutása
Nyolcéves korában családjával Angliába költözött és az Oundle Iskolába járt. Aztán Oxfordban a Balliol tagjaként tanult zoológiát, ahol a Nobel-díjas etológus, Nikolaas Tinbergen volt az oktatója. BA fokozatát 1962-ben kapta zoológiából, ezt követően 1966-ban szerezte MA-ját és a filozófia doktora (PhD), valamint 1989-ben a tudomány doktora címét (DSc). 1967 és 1969 között Dawkins a zoológia adjunktusa volt a berkeley-i California Egyetemen. Majd 1990-ben az Oxfordi Egyetem docense. 1995-ben Oxfordban a Charles Simonyi által létrehozott tudománynépszerűsítési tanszék professzorává nevezték ki.
1970 óta tagja az oxfordi New College-nek. Számos ünnepi beszédet és más említésre méltó előadást tartott, mint például az Erasmus Darwin emlékezete előadást (1990), vagy a Michael Faraday előadást (1991).
Bertrand Russell óta a professzionális ateizmushoz legközelebb álló személynek titulálták és Ernst Haeckelhez hasonlítják.

## Munkássága
Tudományos műveiben Dawkins a génközpontú evolúciót népszerűsíti – ezt legbővebben a legelső, és mindjárt világsikert arató Az önző gén (1976) c. könyvében fejti ki. Mint etológus, érdeklődik az állatok viselkedése és ennek a természetes kiválasztódással való viszonya iránt.
Dawkins erősen szkeptikus az evolúció nem-adaptív folyamataival kapcsolatban és a „gén feletti” szelekcióban. Különösen a csoportszelekció gyakorlati lehetőségében vagy fontosságában kételkedik. Ebben legfontosabb vitapartnere Stephen Jay Gould amerikai tudós volt.
A géncentrikus nézet nyújtja az alapját az altruizmus megértésének. (Altruizmus: az élőlények egymással szembeni önzetlensége.) Az altruizmus először ellentmondásnak tűnt, minthogy az élőlény saját kárára segít egy másik társának. Korábban ezt sokan a csoportszelekcióval magyarázták, vagyis hogy az egyedek azt teszik, ami a legjobb a csoport vagy faj szempontjából. Azonban W. D. Hamilton ezt azzal magyarázta, hogy az egyedek azért viselkednek altruista módon közeli rokonaikkal, mivel azok nagyon sok génjükben egyeznek velük. (Egyébként Dawkins és Hamilton Oxfordban barátságot kötött.)
Dawkins közeledését a génközpontú szelekció felé sok kritika érte. Dawkins elveti, hogy az altruizmusnak bármilyen szerepe lenne az evolúcióban, minden ilyen jelenséget látszólagosnak tart.
Az önző gén című könyvének utolsó fejezetében felveti a mémek létezésének lehetőségét, megteremtve ezzel a memetika alapjait. A mém szót a gén szó mintájára a görög mimeme (utánzott dolog, mimeisthai: utánozni) szóból képezte. A mém egyfajta kulturális csomag, amely képes magát reprodukálni azáltal, hogy egyre több agyat "fertőz" meg. A mém lehet egy szokás, dallam, hit stb, de alapvetően magát az információt, mint legkisebb gondolati és kulturális egységet jelenti. Manapság memetikával foglalkoznak Susan Blackmore parapszichológus és Daniel C. Dennett kognitív filozófus. A memetikusok a vallásokat mémhalmazokként értelmezik. Nem az igazságot magukban hordozó mémek fognak a legjobban szaporodni, hanem a legsikeresebbek. (Dawkins nem az első volt, aki ezeket a kulturális csomagokat a gének analógiájaként értelmezte. Például Julian Huxley is körülbelül ezen az állásponton volt.) Tehát a memetika nem egy merőben új elképzelés.
Sokan félreértelmezik a mém fogalmát. Itt nem valami misztikus lények szaporodásáról beszélnek. Az agyunkat egy információhalmazként kell felfognunk, amelybe a különféle mémkomplexek bejuthatnak, ha nem kerülnek összeütközésbe az agyunkban fellelhetőkkel. Ily módon képzelik el a memetikusok a gondolkodást.
Az önző gént érő kritikák hatására írta meg a Vak órásmester című munkáját, amely stílusát tekintve vitairat. Itt még bővebben fejtette ki álláspontját az evolúcióelméletről. Határozottan elutasít minden tudatosságra utaló fogalmazást, és már nemcsak a csoportszelekciót tagadja, hanem a fajfenntartási ösztön megnevezés jogosságát is. Megközelítése szerint a fajfenntartásra törekvés látszólagos, nem létező etológiai kategória. Az evolúció során csak azok a fajok maradtak fenn, amelyek viselkedésmintáiban ez az elem fellelhető, de ez nem az egyedek törekvésén alapul.
A molekuláris biológia fejlődésével és a DNS-analízis térhódításával párhuzamosan műveiben egyre nagyobb teret kap a szigorú kladista terminológia, amelyben – a hagyományos rendszerezéssel ellentétben – egy csoport kizárólag csak közös ős révén alakítható ki. Evolúciómodelljének csúcspontja Az ős meséje.
Harcos ateizmusa és Az isteni téveszme életművének mellékszálát képezi. Ezen gondolatai az evolúcióelméletét ért kreacionista, deista és teista kritikák ellentételei, és közvetlen folyományai Az önző gén és a Vak órásmester téziseinek.
Vallásellenessége a 2001. szeptember 11-ei merénylet után érte el csúcsát, az ekkor írt esszéje Az ördög káplánja című esszégyűjteményében olvasható.
Mémelméletét számos dicséret érte/éri, és ma már a biológusok éppoly természetességgel használják ezt a fogalmat, akár az evolúciót.

## Kritikák
Dawkinst gyakran kritizálják vallásellenes fellépései miatt, melyek során nem tesz különbséget fundamentalista vallási formák és egyéb lelkiségi és/vagy teológiai irányzatok között.
Én azonban azt hiszem, ki kell jelentenünk, hogy a világon a legördögibb dolgok egyike a vallásos hit, amely a himlő vírusához hasonlatos, ám sokkal nehezebb felszámolni. A vallásos hit, minthogy hitről van szó, nem bizonyítékokon alapul, és ez bármely vallás legfőbb fogyatékossága.
Mivel érvelésének relevanciája és hangvétele is főleg előbbiekre áll, illetve ezekkel rokonítható, sokan bírálják mint túláltalánosító és a vallási jelenség egészét tekintve prekoncepciós gondolkodású szerzőt. Dawkins stílusát nevezték már „vad gyűlöletnek”, az Isteni téveszme c. könyvét „amatőr munkának”, illetve „sületlenségnek” is.
Mémelméletét is számos kritika érte/éri.
A memetikát igencsak sokan vitatták/vitatják, többek között Mary Midgley morálfilozófus, aki 1970 óta vitában áll Dawkinsszal.
Szintén vitában áll Dawkinsszal Alister McGrath, aki könyvében (Dawkins istene) történeti áttekintést ad az evolúció elméletről és kritizálja Dawkinst.
Számos kritika érte Dawkinst a tudományos világ részéről, miszerint eltorzítja és vallásellenes propagandára használja a tudományt, ráadásul rosszul, így talán nem is olyan brilliáns tudós, mint azt azt az Új Ateizmus körüli szellemi hype a kilencvenes évek elejétől sulykolta. Némelyek szerint Dawkins képzetlen, naiv, összességében komolyan nem vehető filozófus, így a szűkebb elméleti biológián kívüli, világnézeti jellegű népszerűsítő munkája még filozófiaként (és nem tudományként) kezelve is erősen megkérdőjelezhető értékű.

## Egyéb
- Darwin rottweilereként is emlegetik (Thomas Henry Huxley „Darwin buldogja” mintájára)
- Alelnöke a Brit Humanista Egyesületnek
- Figurája szerepel a South Park című animációs sorozat 151. epizódjában, ahol az evolúciós elméletét magyarázza a diákoknak

## Elismerései
- A Zoológiai Társaság Ezüst Medálja (1989)
- Faraday-díj (1990)
- Kistler-díj (2001)
- A Humanisták UK Darwin-nap Medálja (2019)

## Művei magyarul
- Az önző gén; ford. Síklaki István; Gondolat, Bp., 1986 ISBN 963-281-645-5
- A hódító gén; ford. ifj. Vitray Tamás; Gondolat, Bp., 1989 ISBN 963-282-235-8
- A vak órásmester. Gondolatok a darwini evolúcióelméletről; ford. Síklaki István, Simó György, Szentesi István; Akadémiai–Mezőgazda, Bp., 1994 ISBN 963-05-6706-7
- Folyam az Édenkertből. Darwinista elmélkedések az életről; ford. Béresi Csilla; Kulturtrade, Bp., 1995 (Világ-egyetem) ISBN 963-7826-65-3
- A valószínűtlenség hegyének meghódítása; ford. Ortmann-né Ajkai Adrienne; Műszaki, Bp., 2001 (Az értelem megkísértése) ISBN 963-16-2726-8
- Szivárványbontás. Tudomány, szemfényvesztés és a csoda igézete; ford. Kertész Balázs; Vince, Bp., 2001 ISBN 963-9323-31-4
- Az ördög káplánja. Válogatott tanulmányok; szerk. Latha Menon, ford. Angster László; Vince, Bp., 2005 ISBN 963-9552-48-8
- A vak órásmester. Gondolatok a darwini evolúcióelméletről; ford. Síklaki István, Simó György, Szentesi István; 2. bőv. kiad.; Kossuth, Bp., 2005
- Az önző gén; ford. Síklaki István; 2. bőv. kiad.; Kossuth, Bp., 2005 ISBN 963-09-4610-6
- Az Ős meséje. Zarándoklat az élet hajnalához; közrem. Yan Wong, ford. Kovács Lajos; Partvonal, Bp., 2006 ISBN 978-963-9644-08-3
- Isteni téveszme; ford. Kepes János; Nyitott Könyvműhely, Bp., 2007 ISBN 978-963-9725-16-4
- A legnagyobb mutatvány. Az evolúció bizonyítékai; ford. Kelemen László; Nyitott Könyvműhely, Bp., 2009 ISBN 978-963-9725-81-2
- A valóság varázsa. Válaszok az Univerzum nagy kérdéseire; ford. Kelemen László; Libri, Bp., 2011
- A csoda bűvöletében. Egy tudós lenyűgöző életútja; ford. Kelemen László, versford. Mesterházi Mónika; Libri, Bp., 2015
- Gyertyaláng a sötétben. Életem a tudomány tükrében; ford. Kelemen László, versford. Mesterházi Mónika; Libri, Bp., 2016

### Szerkesztőként
- The Oxford Book of Modern Science Writing. Oxford University Press (2008). ISBN 0-199-21680-0 (magyar nyelven még nem jelent meg)